# USS Buffalo (SSN-715)
Za druga plovila z istim imenom glejte USS Buffalo.
USS Buffalo (SSN-715) je jedrska jurišna podmornica razreda los angeles.